# Àrea històrica de Kingston i la vall d'Arthur
L'Àrea Històrica Kingston i la vall d'Arthurs és un antic assentament situat a les planes costaneres de Kingston (envoltat de turons), al sud de l'Illa Norfolk, consistent en un gran grup d'edificis de l'era dels convictes de l'Imperi Britànic (1788-1855).Ha estat inclosa en llista del patrimoni nacional australià i a la llista del Patrimoni de la Humanitat de la UNESCO des del 2010 amb el nom de Colònies penitenciàries australianes.